# Les Caractères (Théophraste)
Pour les articles homonymes, voir Caractère.
Ne doit pas être confondu avec Les Caractères.
Les Caractères (en grec ancien Ἠθικοὶ χαρακτήρες) sont une œuvre du philosophe péripatéticien Théophraste, éthopée écrite probablement en 319 av. J.-C. Cet ouvrage sur les mœurs unit la philosophie aux sciences et à la morale ; il a été de nombreuses fois imité au cours des siècles comme un regard aussi lucide qu’amusé sur les vices et les travers de l'humanité.

## Définition du motCaractèreen grec
Platon, dans les Lois, sans employer directement le terme χαρακτήρ, explique le sens premier de ce mot en grec : la marque de reconnaissance infligée aux esclaves  : « lorsqu’on aura pris un homme en train de piller un temple, qu’il soit esclave ou étranger, on lui mettra sur le visage et sur les mains la marque de son crime »,. On comprend par là pourquoi chaque portrait de Théophraste est celui d'un défaut. La notion de « caractère » n’a pas la même signification à l’époque de Théophraste et à l’époque contemporaine : la nuance est grande entre le caractère moral (ethos, en grec ancien : ἧθος) et le caractère dont il est question dans le recueil, où il s’agit de mettre sous les yeux les vices en action ; l’ouvrage n’est qu’une simple instruction sur les mœurs des hommes, visant moins à rendre savant qu’à rendre sage. L’idée même de « caractère » a été fondée par Aristote et illustrée par lui au livre II de la Rhétorique,, mais surtout au Livre IV de l’Éthique à Nicomaque, avec le portrait du Magnanime ; les portraits du Caractère VII (Le Verbeux) et du Caractère IX (l’Impudent) ont une définition identique à celle donnée par le Pseudo-Platon des Définitions, tout comme celles de l’Hypocrite (Caractère I) et du Verbeux (Caractère II) sont tirées des deux Éthiques d’Aristote : Éthique à Nicomaque et Éthique à Eudème.
Le Raseur (Caractère XX) des Caractères de Théophraste, Platon dans le Gorgias et Ischomaque dans l’Économique de Xénophon, rappellent la tradition tardive qui dit que, arrivées aux Enfers, les Danaïdes sont condamnées à remplir éternellement des jarres percées. Ce châtiment est devenu proverbial et est resté célèbre par l’expression du « Tonneau des Danaïdes », qui désigne une tâche absurde, sans fin ou impossible.

## Historique
Théophraste semble s’être inspiré des courriers de ses condisciples : Dicéarque, par exemple, parle dans un écrit à son adresse de la cité d’Oropos, dont les habitants commettent des vols, de l’ostentation des Platéens, de l’esprit de contradiction des Thespiens, de l’obséquiosité des habitants de Coronée ou bien encore de la stupidité des habitants d’Haliarte.
Longtemps on n'a possédé que vingt-huit chapitres des Caractères. L’édition princeps fut publiée en 1527 à Nuremberg accompagnée d’une traduction latine ; elle ne contenait que les quinze premiers chapitres. En 1552, à Venise, une édition plus complète vit le jour avec vingt-trois Caractères. En 1592, l’édition de Casaubon ne contenait toujours que 23 Caractères, mais une seconde édition, en 1599, en présentait cinq autres. On savait que le livre devait contenir trente chapitres, mais il en manquait toujours deux. C’est cette édition que connut La Bruyère. En 1786, à Parme, parut une édition complète, fondée sur un manuscrit de la Bibliothèque apostolique vaticane, le Vaticanus 110, qui non seulement présentait les Caractères 29 et 30, jusque-là manquants, mais complétait également les autres portraits déjà connus.

## Les Caractères

### Les portraits
L’auteur étudie des types moraux permanents, et non des personnages individualisés, à travers des portraits qui constituent des croquis moraux sous forme d’analyses psychologiques méthodiques : ainsi, distingue-t-il quatre types de bavards, le Bavard, le Verbeux, le Fabulateur et le Médisant ; trois sortes d’avares, l’Avare, le Radin et le Cupide ; deux sortes d’importuns, le Malotru et l’Importun ; et trois sortes de flatteurs, le Fourbe et le Flatteur. La composition de ces portraits est uniforme, suivant un modèle invariable : brève définition, puis énumération des signes concrets du caractère, c’est-à-dire les actes, les gestes et les paroles. La forme est toujours sobre et le ton discrètement ironique. Le plan général de l’ouvrage original est impossible à rendre exactement, ne serait-ce que parce que l’ordre des paragraphes fut changé dès l'Antiquité. Voici l’ordre fixé en 1993 par le traducteur J. Rusten pour l’Université Harvard :
Dans la description de l’Obséquieux, Théophraste parle du « tityros » (τίτυρος) : la signification de ce terme demeurant incertaine dans le dictionnaire grec-français d’Anatole Bailly, les traducteurs y ont vu un oiseau, et d’autres un singe[réf. incomplète].
Le jeu d’enfants « L’outre et la hache » dont Théophraste parle dans l’Obséquieux est un jeu dont on retrouve une forme toujours pratiquée à Chypre : la hache et l’outre sont représentées par une main ouverte à plat (la hache) et l’autre poing fermé (l’outre). Le meneur dit le premier ou l’autre des deux mots, et il faut faire l’un ou l’autre geste. Celui qui perd devient meneur,

## Fortune littéraire
Dès l’Antiquité, le poète comique grec Ménandre fondait ses comédies sur une caractérologie héritée de Théophraste. À l’époque moderne, l’œuvre du philosophe a connu le succès à partir de l’édition d’Isaac Casaubon au XVIIe siècle. Le livre de l’écrivain anglais Joseph Hall, Characters of Vertues and Vices, en 1608, trouve un écho en France avec sa traduction en 1610, puis la publication de L’École du sage ou les Caractères des vertus et des vices, par Urbain Chevreau en 1645. Mais c’est l’ouvrage de Jean de La Bruyère, Les Caractères ou les Mœurs de ce siècle, qui demeure le plus illustre et affirme sa dette de reconnaissance à Théophraste tout en se voulant novateur. En 1990, le philosophe Michel Onfray, dans son ouvrage Cynismes, confond le Caractère de l’Effronté avec le portrait d’un cynique[Où ?].

## Analyses
Le Superstitieux (Caractère XVI), (en grec ancien deisidaimon, victime de δεισιδαιμονία, « crainte anormale des dieux »), est l’un des portraits qui a le plus fait parler de lui. Plutarque de Chéronée fait référence au caractère du Superstitieux dans De la Superstition : « Mais de toutes les craintes, celle qui naît de la superstition est la plus stérile et la plus aliénante »[réf. incomplète],.  Jacques Lacan en parle comme de « l’obsessionnel de Théophraste » que la science moderne appellerait sujet compulsif, ou sujet atteint de trouble obsessionnel compulsif, en raison de ses rituels répétés. 

### Sources antiques
- Xénophon. Œuvres complètes, trad. Pierre Chambry, Garnier-Flammarion, 3 vols., 1967 :
  - T. II : Anabase. - Banquet. - Économique. - De la chasse. - La République des Lacédémoniens. - La République des Athéniens.
- Xénophon (trad. du grec ancien par Pierre Chantraine, préf. Claude Mossé), Économique, Paris, Les Belles Lettres, 2008, 208 p. (ISBN 978-2-251-79997-1). .
- Platon (dir.) (trad. Luc Brisson, Jean-François Pradeau), « Les Lois », dans Œuvres complètes, Éditions Flammarion, 2008 (1re éd. 2006), 2204 p. (ISBN 978-2081218109).
- Plutarque de Chéronée (trad. Corinne Bevilacqua), De la Superstition, Paris, Mille et Une Nuits, 2010, 112 p. (ISBN 978-2-7555-0408-8, lire en ligne).
- Aristote (trad. Pierre Pellegrin, Pierre Chiron), « Rhétorique », dans Œuvres complètes, Éditions Flammarion, 2014, 2923 p. (ISBN 978-2081273160)
- (fr) « Éthique à Nicomaque », dans Œuvres complètes  (trad. Pierre Pellegrin, Richard Bodéüs), Éditions Flammarion, 2014, 2923 p. (ISBN 978-2081273160)

### Traductions
- Les Caractères  (trad. du grec ancien par Nicolas Waquet, préf. Nicolas Waquet), Paris, Payot & Rivages, coll. « La Petite Bibliothèque », 2010, 112 p. (ISBN 978-2-7436-2138-4).
- Les Caractères  (trad. du grec ancien par Xavier Bordes, préf. Xavier Bordes), Paris, Mille et Une Nuits, 1996, 72 p. (ISBN 2-84205-044-4).
- Jean de La Bruyère (préf. Emmanuel Bury), Les Caractères, Le Livre de poche, 2004, p. 75 à 113 (traduction de l'œuvre de Théophraste)
- (grc + fr) Théophraste (trad. du grec ancien par O. Navarre), Caractères, Paris, Les Belles Lettres, coll. « Budé-Série grecque » (no 5), 2018 (1re éd. 1921), 104 p. (ISBN 978-2-251-00623-9).

### Études
- Paul van de Woestijne, « Notes sur la nature des Caractères de Théophraste », Revue belge de philologie et d'histoire, vol. tome 8, no 4,‎ 1929, p. 1099-1107 (lire en ligne, consulté le 29 août 2013)
- Paul van de Woestijne, « Théophraste, la cour et la ville », L'antiquité classique, t. 3, no 1,‎ 1934, p. 231-251 (lire en ligne)
- Marie-Paule Loicq-Berger, « Traduction nouvelle annotée des Caractères », 2002, sur le site Bibliotheca Classica Selecta
- Michel Onfray, Cynismes. Portrait du philosophe en chien, Grasset, 1990, 213 p., Incipit.
- Alain Lanavère, Humanisme et foi chrétienne, Paris, Éditions Beauchesne, 1976, 524 p., Morale et ironie dans Les Caractères : La Bruyère, disciple de Théophraste, p. 181-191.